# Götz Herrmann
Götz Herrmann é um jurista alemão.
Doutorou-se em direito. De Novembro de 1982 a Março de 1994 foi presidente do Departamento Federal da Administração Militar (BAWV).

## Condecorações
- Grã-Cruz da Ordem de Mérito da Alemanha (1989)